# Canal de Vire et Taute
Le canal de Vire et Taute est un petit canal situé dans le Cotentin, près de Carentan.
Il relie, par dérivation, la Vire à la Taute. Il permettait un trafic fluvial entre Saint-Lô et Carentan.
Il a été ouvert en 1839 par Alfred Mosselman. Les frères Seguin ont participé à sa construction.
Il comprend trois écluses de 20,40 m sur 4,20 m, réparties sur ses 12 km.
Il est fermé à la navigation depuis qu'en juin 1944, l’écluse no 2 et son pont, à la Trigale, ont été dynamités par les Allemands pour retarder l'avance des troupes alliées, lesquelles ont franchi l'obstacle en le comblant de terre.
Le chemin de halage est ouvert au public. De 2008 à 2011 la communauté de communes de la région de Daye, en partenariat avec l'État, la région Basse-Normandie, le département de la Manche et le Parc naturel régional des Marais du Cotentin et du Bessin, a réalisé des travaux de mise en valeur de ce patrimoine (curage, maçonnerie au niveau des anciennes écluses, mise en place d’embarcadères canoë-kayak, signalétique). Le canal est à présent propriété du Syndicat pour le développement du Saint-Lois.

## Historique
Le canal Vire-et-Taute est envisagé afin de permettre une communication facile entre Saint-Lô et Carentan, port fluvio -maritime situé au confluent de la Douve et de la Taute, en plein centre de la zone des marais du Cotentin et du Bessin. Il était essentiel de contourner la baie des Veys réputée dangereuse pour les transports fluviaux.
L'adjudication de la concession du canal Vire et Taute et de la canalisation de la Vire de Saint-Lô à Porribet (20,9 km) fut passée le 23 avril 1835 au bénéfice des sieurs Seguin et Colin auxquels se substituèrent le 4 septembre 1838 les sieurs Mosselman et le maire.
Long de 11 500 m, le canal a été ouvert à la navigation le 15 septembre 1839. Il comprenait 3 biefs :
- le bief du Porribet (275 m) ;
- le bief de la Tringalle (3 832 m) ;
- le bief des Ormes (7 393 m)

Trois écluses permettaient d'absorber la dénivellation de 2,13 m entre la Vire et la Taute. 
Sur son parcours, furent installés sept ports.
Le canal connut son apogée à la fin du XIXe et au début du XXe siècle ; le tonnage moyen annuel s'élevait alors à 12 530 tonnes.
Son but était commercial et jusqu'aux début du XXe siècle, le canal connaît une activité intense.
Les gabarres étaient les embarcations privilégiées sur le canal car seules des embarcations à fond plat pouvaient emprunter le canal car sa profondeur était de 1,30 mètre. Elles étaient chargées de tangue (boue calcaire que l'on exploite le long de la côte pour amender les terres de culture), de matériaux de carrière, de chaux, d'engrais naviguent sur le canal. Des droits de passage étaient dremandés à chaque embarcation l'empruntant
Ces longues embarcations pouvaient atteindre 13 mètres de long et 4 mètres de large. Elles étaient tirées par des chevaux cheminant sur son halage, parfois même par des hommes et femmes. Par vent portant, les gabarres étaient gréées d'une grande voile carrée hissée sur un mât amovible.

### Construction
À l'initiative de Napoléon, et sous la conduite de Alfred Mosselman à partir de 1839, le creusement du canal est entrepris. La canalisation de la Vire de la mer à Saint-Lô est commencée par ordonnance royale du 1er juillet 1835 et la société parisienne des sieurs Seguin Frères et Colin obtiennent la concession des canaux de Vire et Taute par arrêté préfectoral.
Il s'agira d'un canal qui empruntera les eaux de la Vire car, à l'étiage, les deux rivières Vire et Taute affichent une différence de niveau de 2,13 mètres.
Initialement, le projet ne comprenait qu'une seule écluse à sas sur son parcours de 11,530 km. Il s'agit de celle de la Tringale à Montmartin-en-Graignes. Le creusement du canal se poursuivra de 1836 à 1839. Il nécessitera le travail de 250 ouvriers, ainsi que 300 détenus militaires espagnols cantonnés à Carentan.
Les fortes crues de 1838 démontrent qu'une seconde écluse est nécessaire à Porribet à Saint-Fromond. Plus tard en 1853, l'écluse des ormes est construite à la jonction du canal avec la Taute. Sa construction s'est avérée nécessaire pour surélever au besoin les eaux dans le bief inférieur du canal lorsque les marées qui y remontent sont insuffisantes pour donner le mouillage nécessaire à la navigation.